# Alexandre Willaume
Alexandre Willaume-Jantzen (* 20. Dezember 1972 in Hellerup) ist ein dänischer Schauspieler und Maler.
Über sein Heimatland hinaus bekannt wurde er mit Rollen in der TV-Serie Rita, in Tomb Raider (2018) und The Last Kingdom (als Kjartan). Zuletzt war Willaume in The Wheel of Time (als Thom Merrilin) und in Equinox zu sehen. Sein jüngstes Projekt ist die Netflix-Serie 1899, die im Jahr 2022 ausgestrahlt wurde.

## Filmografie (Auswahl)
- 2009: Kommissarin Lund – Das Verbrechen (Forbrydelsen, Fernsehserie, 2 Folgen)
- 2011: Nordlicht – Mörder ohne Reue (Den som dræber, Fernsehserie, 2 Folgen)
- 2013–2015: Rita (Fernsehserie, 16 Folgen)
- 2015: Crossing Lines (Fernsehserie, 1 Folge)
- 2015–2017: The Last Kingdom (Fernsehserie, 4 Folgen)
- 2017: Valerian – Die Stadt der tausend Planeten (Valerian and the City of a Thousand Planets)
- 2017–2019: Countdown Copenhagen (Fernsehserie, 16 Folgen)
- 2018: Deep State (Fernsehserie, 5 Folgen)
- 2018: Tomb Raider
- 2019: Follow the Money (Fernsehserie, 2 Folgen)
- 2020: Equinox (Fernsehserie, 6 Folgen)
- 2020: The Head (Fernsehserie, 6 Folgen)
- 2021: Das Rad der Zeit (The Wheel of Time, Fernsehserie, 2 Folgen)
- 2022: 1899 (Fernsehserie)
- 2024: The New Look (Fernsehserie)